# Erlkönig

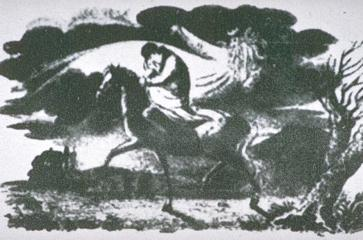
Erlkönig, okänd konstnär.

Erlkönig är en ballad av Johann Wolfgang von Goethe som han skrev 1782. Den har tonsatts av bland andra Franz Schubert och Carl Loewe.

## Tillkomst
Stoffet till balladen kommer från danskan och där heter Erlkönig "Ellerkonge", det vill säga Älvkungen, på tyska Elfenkönig. Balladen översattes första gången av Johann Gottfried Herder. Då uppstod begreppet "Erlkönig", enligt vissa genom en feltolkning av danskans "Eller" som betyder 'älva' till tyskans "Erle" som betyder 'al'(träd), som kombinerades med "König". Goethe använde texten i sångspelet ”Die Fischerin”.

## Innehåll
Erlkönig beskriver en far och en sons nattliga ritt. Sonen har en svår feber och, i feberyra, föreställer han sig Älvkungen och dennes gestalt och känner sig hotad. Fadern försöker lugna sonen och ge naturliga förklaringar till hans syner, såsom dimman, bladens prasslande och trädens skuggor, och han rider allt fortare. Men sonen blir oroligare och känner sig alltmer hotad av den spöklika figuren. Älvkungen och hans dotter framställs i barnets perspektiv som synnerligen verkliga. När sonen slutligen utbrister ut i ett rop och känner sig angripen av Älvkungen, förlorar även fadern fattningen och försöker så fort det någonsin går att nå hemmet. När så sker, upptäcker han att pojken är död.

## Text

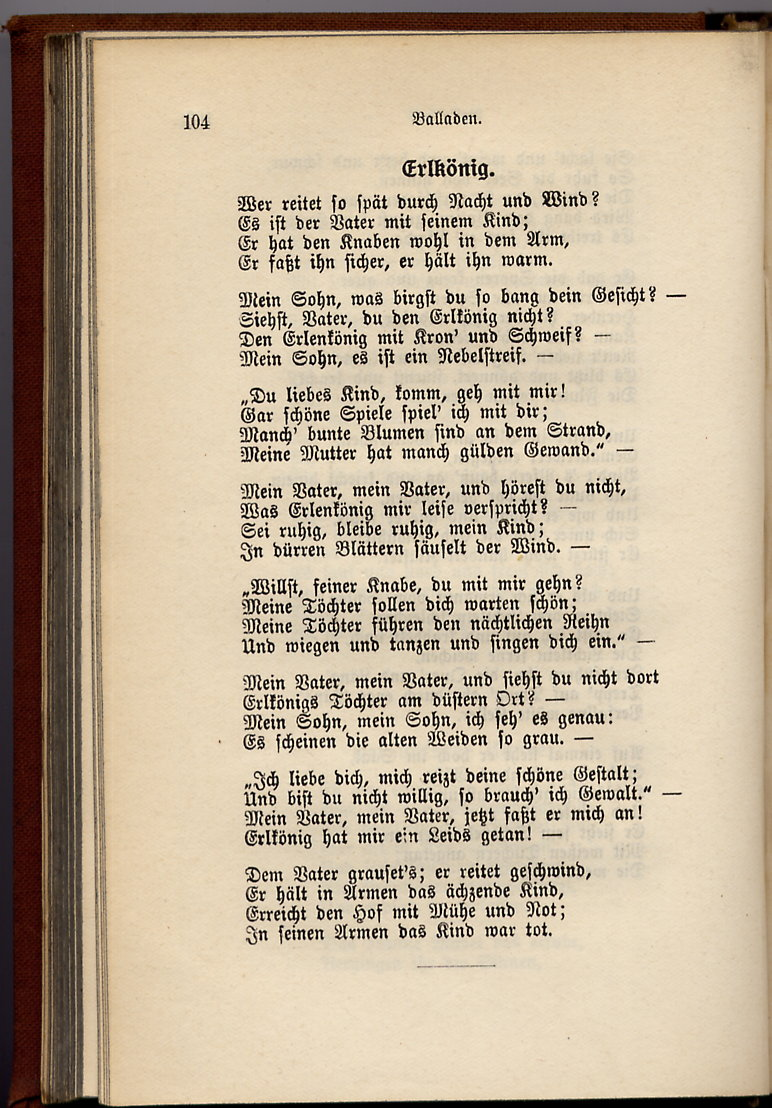
Goethe: Erlkönig. Ur Goethes Werke. Erster Band. Bertelsmann, Gütersloh, o.J., sid. 104.

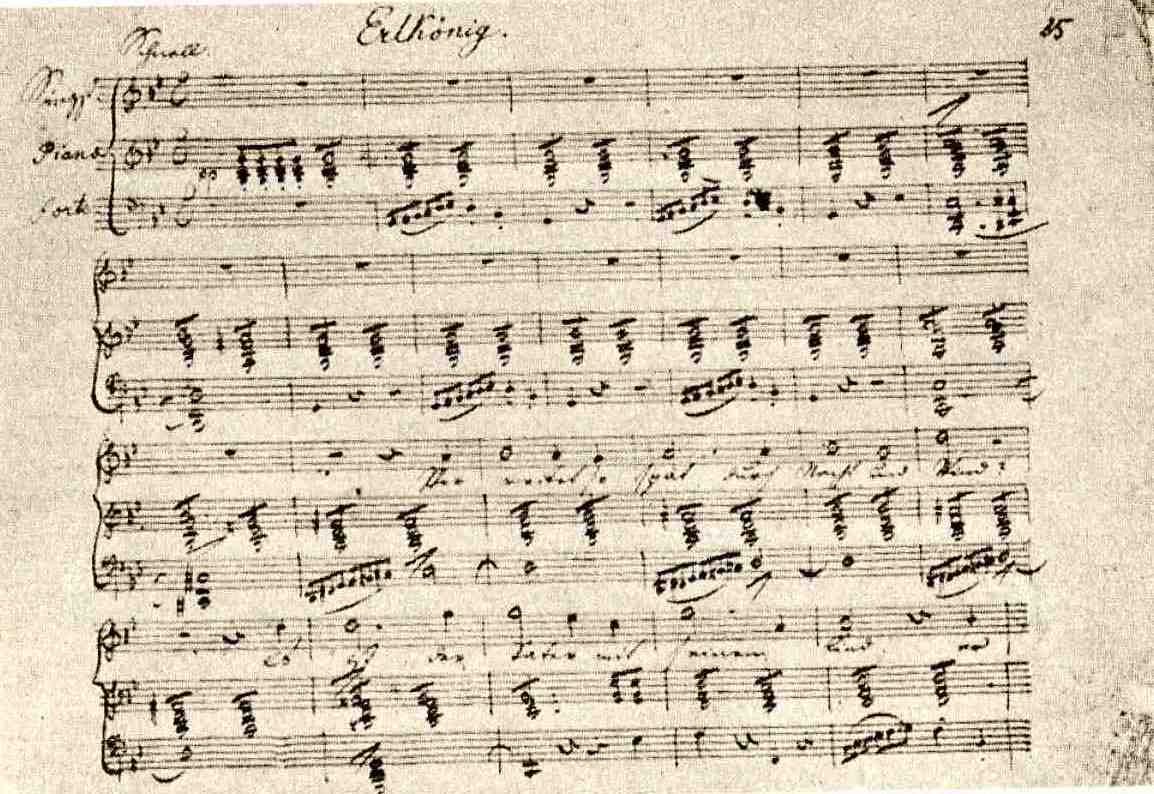
Titelbladet till Schuberts Erlkönig.

### Det tyska originalet
Wer reitet so spät durch Nacht und Wind?

Es ist der Vater mit seinem Kind;

Er hat den Knaben wohl in dem Arm,

Er faßt ihn sicher, er hält ihn warm.

Mein Sohn, was birgst du so bang dein Gesicht? –

Siehst, Vater, du den Erlkönig nicht?

Den Erlenkönig mit Kron’ und Schweif? –

Mein Sohn, es ist ein Nebelstreif. –

„Du liebes Kind, komm, geh’ mit mir!

Gar schöne Spiele spiel’ ich mit dir;

Manch’ bunte Blumen sind an dem Strand,

Meine Mutter hat manch gülden Gewand.“ –

Mein Vater, mein Vater, und hörest du nicht,

Was Erlenkönig mir leise verspricht? –

Sei ruhig, bleibe ruhig, mein Kind;

In dürren Blättern säuselt der Wind. –

„Willst, feiner Knabe, du mit mir geh'n?

Meine Töchter sollen dich warten schön;

Meine Töchter führen den nächtlichen Reihn

Und wiegen und tanzen und singen dich ein.“ –

Mein Vater, mein Vater, und siehst du nicht dort

Erlkönigs Töchter am düstern Ort? –

Mein Sohn, mein Sohn, ich seh’ es genau:

Es scheinen die alten Weiden so grau. –

„Ich liebe dich, mich reizt deine schöne Gestalt;

Und bist du nicht willig, so brauch’ ich Gewalt.“ –

Mein Vater, mein Vater, jetzt faßt er mich an!

Erlkönig hat mir ein Leids getan! –

Dem Vater grauset’s; er reitet geschwind,

Er hält in Armen das ächzende Kind,

Erreicht den Hof mit Mühe und Not;

In seinen Armen, das Kind war tot.

### Översättning till svenska
Översättning av Gösta Montelin.
Vem rider så sent i stormens dån?

En fader det är med sin späde son.

Och gossen har det så gott på hans arm:

den känns så fast, och hans famn är varm.

Min son, varför döljer du rädd din syn?

Älvkungen, far, där vid skogens bryn,

Älvkungen med krona och släp du väl ser? —

Ett töcken, min son, och intet mer!

”Du väna barn, kom,  följ mig åt!

Av mig får du lära mång lek och låt.

Av brokiga blommor står stranden full,

min moder skall klä dig i skrudar av gull.”

Min far, min far, du hör väl ändå,

vad älvakungen lovar mig att få? —

Var lugn, var lugn, min älskade pilt! —

i vissna löven susar det milt.

”Kom, fagra gosse, kom, följ mig blott!

Mina döttrar vårda dig ömt och gott.

Mina döttrar, de svinga i ring var natt

och vagga och söva dig in, min skatt.” —

Min far, min far, du ser då väl nog

älvkungens döttrar i dyster skog? —

Min son, min son, nu ser jag det gott:

de gamla pilar, skymta så grått. —

”Din fägring mig lockar, jag har dig så kär,

jag tar dig med våld, om ej villig du är.”–

Min far, min far, han hårt i mig tar,

älvkungen gjort mig så illa, far!

Sin häst han rysande sporrar i hast

och håller det kvidande barnet fast.

Sin gård omsider når han med nöd.

Då låg i hans armar gossen död.

## Tonsättningar
Texten blev snabbt mycket omtyckt och flitigt tonsatt. Särskilt Schuberts tonsättning sjungs ofta idag. Schubert ville ha Goethes synpunkter på musiken, men Goethe skickade tillbaka noterna utan kommentarer. Erlkönig är det första av Schuberts verk som trycktes och fick därför opusnummer 1. I Beethovens verkförteckning av Kinsky/Halm, verk utan opusnummer (WoO),  finns några skisser till en tonsättning av Erlkönig från 1795 som fått nr 131. Välbekant är tonsättningen av Carl Loewe. Även denne sökte vinna Goethes gunst och hade planer på ett besök, men då det inte fanns något piano i Goethes hem slog han detta ur tankarna.

Det tyska industrimetalbandet Rammstein har i sin låt "Dalai Lama" på albumet Reise, Reise från 2004 gjort en travesti på vissa delar av Erlkönig. 
Även den svenska musikern Henrik Venant har tonsatt Erlkönig.

### Schuberts musik
I Schuberts tonsättning är de olika rollerna tydliga. Dikten är genomkomponerad och de olika personerna ges tydliga roller; berättaren, den tröstande fadern, den lockande Älvkungen och den förtvivlade sonen. Därtill kommer pianostämman att på ett mycket illusoriskt sätt skildra den hetsiga ritten.